# خمسة جنيهات (عملة بريطانية)
كانت الخمسة جنيهات عبارة عن عملة ذهبية ضربت آليًا وإنتجت في الفترة من 1668 إلى 1753. يبلغ قياسه 37 مليمتر (1.5 بوصة) في القطر ويزن ما بين 41–42 غرام (1.3–1.4 ozt)، كانت أكبر عملة ذهبية تنتج بانتظام في بريطانيا. على الرغم من أن العملة المعدنية تُعرف عادةً باسم قطعة "خمسة جنيهات"، إلا أنها كانت تُعرف أيضًا خلال القرنين السابع عشر والثامن عشر باسم قطعة الخمسة جنيهات، حيث كانت قيمة الجنيه في الأصل عشرين شلنًا (أي جنيهًا) - حتى تحددت قيمتها عند واحد وعشرين شلنًا بموجب إعلان ملكي في عام 1717، كانت القيمة تتقلب إلى حد ما بالطريقة التي تتقلب بها العملات المعدنية اليوم. وقد ثبتت بعد ذلك قيمة العملة عند 5 جنيهات و5 شلنات. ،51⁄4 رطل.
يظهر على ظهر هذه الفئة سنة الضرب؛ ولكن أيضًا نقش الحافة DECUS ET TUTAMEN ANNO REGNI - زخرفة وحماية، في عام الحكم... - يتبعه العام الملكي للملك، بالكلمات اللاتينية. في حالة تشارلز الثاني، تحسب السنة الملكية من تاريخ إعدام تشارلز الأول، لذلك فإن عام 1668 هو ANNO REGNI VICESIMO، أي السنة العشرين من الحكم. كان يوضع نقش الحافة على العملة قبل سك الجانبين الآخرين - في السنوات الأولى، قطعت الفراغات من شريط من الذهب إنتج بقوة الحصان، ثم إرسلت الفراغات لطباعة نقوش الحافة من خلال عملية سرية ابتكرها بيير بلوندو، وهو مهندس سابق من دار سك العملة في باريس والذي كان يحرس أساليبه بغيرة. بعد ذلك إرجعت القطع النقدية إلى دار السك لضرب الوجهين الأمامي والخلفي بواسطة مكبس يدوي. يقدم صموئيل بيبس وصفًا طويلًا ومفصلاً لعملية لف وقطع وضرب الفراغات في مذكراته ليوم 19 مايو 1663.
العديد من العملات المعدنية التي صدرت حتى عام 1699 تحمل فيلًا وقلعةً تحت رأس الملك، مما يدل على أن شركة أفريقيا هي من وفرت الذهب. أما عملات عام 1703 (الملكة آن آنو ريجني سيكفندو) فتحمل كلمة فيجو تحت رأس الملكة، مما يدل على أن الذهب قد استُولي عليه من السفن الشراعية الإسبانية في معركة خليج فيجو في أكتوبر 1702، ولكن لم يتبقَّ سوى عدد قليل جدًا من هذه العملات المعدنية، وهي تُعتبر قيّمة للغاية لدى هواة جمع العملات (بيعت إحدى هذه العملات مقابل 845,000 جنيه إسترليني في مزاد بنيويورك في يناير 2019).

## تشارلز الثاني

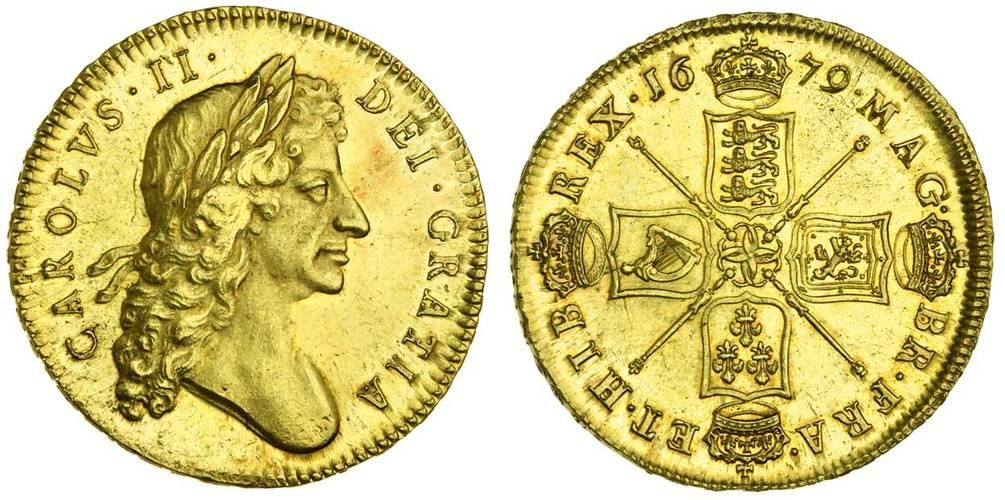
تشارلز الثاني ، خمسة غينيا، 1679. بإذن من شركة سبينك آند صن المحدودة.

إنتجت عملة الخمس جنيهات في كل عام من عهد تشارلز الثاني من عام 1668 إلى عام 1684؛ قبل عام 1670 كانت حدود الوزن 41-42 جرام، بعد ذلك 41.0 – 41.8 غرام. صمم الوجه والظهر لهذه العملة المعدنية بواسطة جون روتييه (1631 – حوالي 1700). كان الوجه الأمامي يظهر تمثالًا نصفيًا جميلًا متجهًا إلى اليمين للملك يرتدي إكليل الغار، محاطًا بالأسطورة CAROLVS II DEI GRATIA، بينما أظهر الوجه الخلفي أربعة دروع متقاطعة متوجة تحمل شعارات إنجلترا واسكتلندا وفرنسا وأيرلندا، بينها أربعة صولجانات، وفي الوسط أربعة أحرف "C" مترابطة، محاطة بالنقش MAG BR FRA ET HIB REX date.
كانت السنوات الملكية المستخدمة في إصدار العملات المعدنية لهذا العهد هي:
| 1668 : | فيسيسيمو           | 1674 : | نائب الرئيس سيكستو | 1680 : | تريسيسيمو سيكفندو |
| 1669 : | فيسيسيمو بريمو     | 1675 : | نائب الرئيس السابع | 1681 : | تريسيسيمو تيرتيو  |
| 1670 : | نائب الرئيس الثاني | 1676 : | فيسيسيمو أوكتافو   | 1682 : | تريسيسيمو كفارتو  |
| 1671 : | فيسيسيمو تيرتيو    | 1677 : | نائب الرئيس نونو   | 1683 : | تريسيسيمو كفينتو  |
| 1672 : | فيسيسيمو كفارتو    | 1678 : | تريسيسيمو          | 1684 : | تريسيسيمو سيكستو  |
| 1673 : | فيسيسيمو كفينتو    | 1679 : | تريسيسيمو بريمو    |        |                   |

## جيمس الثاني
واصل جون رويتيرز تصميم القوالب لهذه الفئة في عهد الملك جيمس الثاني. في هذا العهد، كان وزن العملات يتراوح بين 41.5 و 42.0 غرام. في هذا العهد، كان رأس الملك متجهًا إلى اليسار، ومحاطًا بنقش IACOBUS II DEI GRATIA، في حين كان الوجه هو نفسه كما في عهد تشارلز الثاني باستثناء حذف الأحرف "C" المترابطة في وسط العملة.
سنوات الحكم لهذا الملك هي:
| 1686 : | سيكفندو | 1687 : | تيرتيو | 1688 : | كفارتو |

## ماري الثانية وويليام الثالث
مع إزالة جيمس الثاني في الثورة المجيدة عام 1688، حكمت ابنته ماري وزوجها الأمير ويليام من أورانج بشكل مشترك بالاتفاق كملكين مشاركين. تظهر رؤوسهم متصلة على قطعة الخمسة جنيهات على الطراز الروماني، مع رأس ويليام في الأعلى، مع الأسطورة GVLIELMVS ET MARIA DEI GRATIA. في انحراف عن العهود السابقة، تميز العكس بتصميم جديد تمامًا لدرع كبير متوج يحمل شعار فرنسا في الربع الأول، واسكتلندا في الربع الثاني، وأيرلندا في الربع الثالث، وإنجلترا في الربع الرابع، وتحتوي المجموعة بأكملها على درع صغير في المنتصف يحمل أسد ناسو الجامح؛ تقرأ الأسطورة الموجودة على الوجه تاريخ MAG BR FR ET HIB REX ET REGINA. كان تسامح وزن العملة في هذا العهد 41.5-41.8 جرامًا. من المحتمل أن عملة الخمسة جنيهات التي صدرت في هذا العهد كانت من عمل جيمس و/أو نوربرت روتييه.
سنوات الحكم المشترك هي:
| 1691 : | تيرتيو | 1692 : | كفارتو | 1693 : | QVINTO (واحد موجود) | 1694 : | سيكستو |

## وليام الثالث
بعد وفاة الملكة ماري الثانية بسبب الجدري في عام 1694، استمر ويليام في الحكم باسم ويليام الثالث، واستمرت سنوات حكمه حتى عام 1688. لم تنتج عملات معدنية بقيمة خمس جنيهات إلا في السنوات الثلاث الأخيرة من حكمه الوحيد، ومن المحتمل أن يكون التصميم من عمل يوهان كروكر، المعروف أيضًا باسم جون كروكر، حيث توفي جيمس روتييه في عام 1698 وغادر شقيقه نوربرت إلى باريس في عام 1695 تحت سحابة من الضباب.
بلغ وزن العملات المعدنية في عهد ويليام الثالث 41.6 – 41.7 غرام. كان وجه ويليام مواجهًا لليمين على عملاته المعدنية، مع الأسطورة GVLIELMVS III DEI GRATIA، في حين حكم على التصميم الخلفي لعهد ويليام وماري بأنه غير ناجح، لذلك عاد التصميم إلى التصميم الذي استخدمه تشارلز الثاني وجيمس الثاني، ولكن مع درع صغير مع أسد ناسو في الوسط، مع الأسطورة MAG BR FRA ET HIB REX date.
سنوات الحكم لهذا الملك هي:
| 1699 : | أونديسيمو | 1700 : | دفوديسيمو | 1701 : | ديسيمو تيرتيو |

## آن
بدأ عهد الملكة آن (1702-1714) بواحدة من أكثر العملات البريطانية قيمة وغرابة، وهي عملة "فيجو" ذات الخمسة جنيهات والتي صدرت عام 1703، والتي سكت من الذهب الذي استولوا عليه من السفن الحربية الإسبانية في معركة خليج فيجو في أكتوبر 1702. صدر مرسوم ملكي بتاريخ 10 فبراير 1703 ( الطراز القديم 1702) يسمح بوضع كلمة "VIGO" "تحت تماثيلنا، والتي نعتزم أن يكون هذا النقش بمثابة علامة للتمييز عن بقية أموالنا الذهبية والفضية لمواصلة ذكرى هذا العمل المجيد للأجيال القادمة". في أحد مزادات قطع "فيجو" في أكتوبر 1992، لاحظ منظمو المزاد، جليندينج، أن ما تبقى من قطعة فيجو بقيمة خمسة جنيهات إسترلينية أقل بالتأكيد من عشرين.

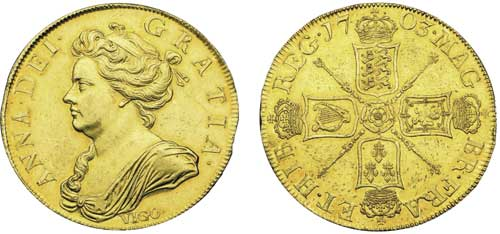
آن ، خمسة غينيات، 1703 فيجو، ضربت من السبائك التي استولوا عليها من الأسطول الإسباني في خليج فيجو. بإذن من شركة سبينك آند صن المحدودة.

إنتجت خمسة جنيهات من عملة الملكة آن لاحقًا في أعوام 1705، 1706، 1709، 1711، 1713 و1714. يظهر الوجه الأمامي للعملة طوال فترة حكمها صورة الملكة الموجهة إلى اليسار، مع الأسطورة ANNA DEI GRATIA. كان التصميم العام للوجه الخلفي مشابهًا لتصميم العهد السابق، مع أربعة دروع متقاطعة متوجة تحمل شعارات إنجلترا واسكتلندا وأيرلندا وفرنسا، مفصولة بصولجانات ووردة مركزية، والأسطورة MAG BRI FR ET HIB REG date. ومع ذلك، فإن اتحاد إنجلترا واسكتلندا استلزم تغيير تصميم الشعارات على الدرع في عام 1706 (على الرغم من أن الاتحاد الفعلي حدث في 1 مايو 1707، إلا أنه بعد أكثر من شهر بقليل من بداية العام، حصل مشروع قانون الاتحاد على الموافقة الملكية في 6 مارس 1707 (أي لا يزال في عام 1706 وفقًا للتقويم القديم))، وبالتالي تظهر العملات المعدنية المؤرخة عام 1706 مع كلا الوجهين. كان ترتيب الشعارات التي تظهر على الدروع الصليبية حتى عام 1706 هو إنجلترا، ثم اسكتلندا، ثم فرنسا، ثم أيرلندا. مع الاتحاد، تظهر الشعارات الإنجليزية والاسكتلندية متصلة على درع واحد، حيث يكون النصف الأيسر هو الشعارات الإنجليزية والنصف الأيمن هو الشعارات الاسكتلندية، ويصبح ترتيب الشعارات التي تظهر على الدروع إنجلترا + اسكتلندا، فرنسا، إنجلترا + اسكتلندا، أيرلندا. في عام 1706، مع الاتحاد، استبدلت الوردة المركزية على الوجه الخلفي بنجمة فرسان الرباط.
سنوات الحكم لهذا الملك هي:
| 1703 : | سيكفندو | 1705 : | كفارتو    | 1706 : | كفينتو        | 1709 : | أوكتافو |
| 1711 : | ديسيمو  | 1713 : | دفوديسيمو | 1714 : | ديسيمو تيرتيو |        |         |

## جورج الأول
سكت عملات الخمس جنيهات الخاصة بجورج الأول فقط في أعوام 1716، و1717، و1720، و1726، وتحمل هذه العملات ألقابه الهانوفرية المختصرة بالإضافة إلى الألقاب البريطانية، والفرنسية، والأيرلندية المعتادة. يحمل الوجه الأمامي صورة للملك متجهًا يمينًا مع النقش GEORGIVS D G M BR FR ET HIB REX F D. يتبع الوجه الخلفي نفس التصميم العام السابق، باستثناء أن ترتيب الدروع هو إنجلترا + اسكتلندا، فرنسا، أيرلندا، وهانوفر، مع النقش BRVN ET L DVX S R I A TH ET EL date - دوق برونزويك ولوينبورغ، أمين الصندوق وناخب الإمبراطورية الرومانية المقدسة. بلغ وزن العملات المعدنية في هذا العهد 41.7 – 41.8 غرام. كانت قيمة الجنيه تتقلب على مر السنين من عشرين إلى ثلاثين شلنًا (في عام 1694)، ثم عادت إلى واحد وعشرين شلنًا وستة بنسات بحلول بداية حكم جورج. وفي ديسمبر 1717، صدر إعلان ملكي حدد قيمة الجنيه بواحد وعشرين شلنًا.
سنوات الحكم لهذا الملك هي:
| 1716 : | سيكفندو | 1717 : | تيرتيو | 1720 : | سيكستو | 1726 : | ديسيمو تيرتيو |

## جورج الثاني
تشكل قطع الخمس جنيهات الخاصة بجورج الثاني آخر هذه الفئة. بدأت السلسلة في عام 1729، وضربت أيضًا في أعوام 1731، 1735، 1738، 1741، 1746، 1748، وللمرة الأخيرة في عام 1753. وزن العملات المعدنية 41.8 – 42.0 غرام. تحمل بعض العملات المعدنية لعام 1729 الأحرف الأولى EIC تحت رأس الملك، مما يشير إلى أن الذهب توفر من قبل شركة الهند الشرقية، في حين أن العملات المعدنية لعام 1746 تحمل LIMA تحت الرأس، مما يشير إلى أن الذهب حصل عليه أثناء إبحار الأدميرال أنسون حول العالم (على الرغم من أن استخدام LIMA هو نوع من الغموض، حيث لا يوجد ارتباط معروف مع بيرو).
الوجه الأمامي يحمل تمثال نصفي للملك متجهًا إلى اليسار (برأس أقدم من عام 1746)، مع الأسطورة GEORGIVS II DEI GRATIA، بينما يتميز الوجه الخلفي بدرع كبير متوج مع أرباع تحتوي على شعارات إنجلترا واسكتلندا وفرنسا وهانوفر وأيرلندا، والأسطورة M B F ET H REX F D B ET L D S R I A T ET E - ملك بريطانيا العظمى وفرنسا وأيرلندا، المدافع عن الإيمان، دوق برونزويك ولوينبورغ، أمين الصندوق والناخب للإمبراطورية الرومانية المقدسة.
سنوات الحكم لهذا الملك هي:
| 1729 : | تيرتيو        | 1731 : | كفارتو      | 1735 : | أوكتافو            | 1738 : | دفوديسيمو          |
| 1741 : | ديسيمو كفارتو | 1746 : | ديسيمو نونو | 1748 : | نائب الرئيس الثاني | 1753 : | نائب الرئيس سيكستو |

## روابط خارجية
- العملات البريطانية - معلومات مجانية عن العملات البريطانية. يتضمن منتدى على الإنترنت.
- عملات المملكة المتحدة - خمسة جنيهات وخمسة غينيا - تاريخ الخمسة غينيا بقلم توني كلايتون.
- خمسة جنيهات وجنيهات - صور عملات معدنية من فئة خمسة جنيهات
- أرشيف الخمس غينيا – معرض لصور الخمس غينيا وأنواعها وقيمها.